# بیه ده اریش
شهر بیه ده اریش (به رومانیایی: Baia de Arieş) در شهرستان البه در کشور رومانی واقع شده‌است. جمعیت این شهر ۴٬۸۷۷ نفر  است.